# František Brabec (1926)
František Brabec (14. června 1926, Třebíč – 15. ledna 1999) byl český geograf a pedagog.

## Biografie
František Brabec se narodil v roce 1926 v Třebíči, absolvoval obchodní akademii a následně Vysokou školu hospodářských věd. Následně nastoupil na Povereníctvo stavebnictva v Bratislavě, ale v roce 1963 odešel na katedru geografie Pedagogické fakulty Univerzity v Nitře. Titul kandidáta věd posléze získal na univerzitě v Budapešti. V Nitře pracoval na katedře geografie i v roce 1977, kdy se rozšířilo studium pro pedagogy na středních školách, ale v roce 1976 také došlo k omezení katedry, kdy pak v osmdesátých letech působili na katedře jen dva pedagogové, byli jimi Gejza Olas a František Brabec, v roce 1985 se katedra drobně rozšířila. V roce 1986 se pak šéfem katedry stal Gejza Olas, kterého v roce 1990 nahradil František Brabec, který jako vedoucí katedry působil až do roku 1992, kdy se za jeho vedení rozdělila katedra geografie na katedru geografie a katedru historie a následně pak přešla katedra pod nově vzniklou Fakultu přírodních věd Vysoké školy pedagogické.